# Гибсон, Кит
Кит Гибсон (англ. Keith Gibson; родился в 1982 году, Филадельфия, штат Пенсильвания) — американский серийный убийца, совершивший в период с 6 июля 2008 года по 6 июня 2021 года серию из как минимум 7 убийств на территории штатов Делавэр и Пенсильвания, исходя из корыстных мотивов. Вменяемость Гибсона подвергалась сомнению, так как одной из его жертв стала его собственная мать, мотив совершения убийства которой так и не был установлен.

## Биография
О ранних годах жизни Кита Гибсона известно крайне мало. Известно, что Кит Гибсон родился в 1982 году на территории Филадельфии, штат Пенсильвания. Его матерью являлась Кристин Гибсон, которой на момент рождения сына было всего лишь 15 лет. Отец Кита бросил его мать до его рождения, вследствие чего Кит воспитывался матерью и ее родителями. Семья Гибсона проживала в городском районе, населённым цветными меньшинствами и прочими деклассированными элементами, имеющими низкий социальный статус и уровень образования, из-за чего детство и юность Кита прошли в социально-неблагополучной обстановке. Мать Кита — Кристин Гибсон — работала социальным работником и впоследствии сделала в этой области успешную карьеру. В 2009 году она окончила Спринфилдский колледж со степенью бакалавра социальных наук, а в 2013 году окончила университет Уайднера на территории штата Дэлавер и никогда не была замечена в ведении маргинального образа жизни, в то время как Кит не испытывал интереса к учебному процессу, рано бросил школу и большую часть времени проводил на улице среди представителей маргинального слоя общества, которые сильно повлияли на формирование его личности. В подростковые годы Гибсон начал вести криминальный образ жизни, зарабатывая на жизнь кражами. В период с середины 1990-х годов по 2008 год Гибсон по различным обвинениям привлекался к уголовной ответственности девять раз и более 12 раз был арестован за нарушение условий условно-досрочного освобождения. В этот период он стал демонстрировать признаки психического расстройства и страдал неконтролируемыми вспышками гнева и агрессии, вследствие чего состоял в конфликте со своей матерью и другими родственниками. .

## Серия убийств
Ранним утром 6 июля 2008 года во время совершения очередного ограбления на территории города Эджмур (штат Дэлавер) 26-летний Гибсон совместно с двумя сообщниками застрелил 36-летнего Стэнли Джонса. На основании показаний свидетелей преступления и результатов криминалистической баллистической экспертизы, в сентябре того же года Кит Гибсон был арестован в доме своей матери и ему было предъявлено обвинение в совершении убийства Джонса.
В 2010 году он был осужден по обвинению в совершении убийства Джонса и по обвинению в незаконном хранении оружия, после чего назначил ему уголовное наказание в виде 20 лет лишения свободы. Отбыв в тюремном заключении с момента ареста более 12 лет, в июне 2020 года Гибсон получил условно-досрочное освобождение и вышел на свободу. Через несколько дней он был арестован за драку и ему было предъявлено обвинение в нарушении условий условно-досрочного освобождения, после чего он был возвращен в тюрьму, где он находился до 20 декабря 2020 года, после чего снова был отпущен на свободу с установлением испытательного срока в виде 18 месяцев. Свобода Гибсона была крайне ограничена. Ему было запрещено покидать территорию штата Дэлавер и находиться на улице в позднее время. После освобождения он был обязан еженедельно встречаться со своим офицером по пробации и в короткий срок предоставить справки о наличии у него жилья и места трудоустройства. Однако в начале января 2021 года Кит Гибсон покинул территорию штата Делавэр и вернулся в Филадельфию, тем самым снова нарушив условия условно-досрочного освобождения, после чего был объявлен в розыск. В середине января Гибсон появился в доме своей матери, где между ними в течение нескольких последующих недель начались ссоры и конфликты из-за приступов агрессии Гибсона. 28 января 2021 года он явился в магазин, расположенный на Джермантаун-Авеню в Филадельфии, после чего застрелил из пистолета двух находившихся там мужчин 50-летнего Эрика Флореса и 42-летнего Роя Кабана. Рано утром 8 февраля 2021 года Гибсон явился в офис компании RHD United Peers, который являлся оздоровительным и восстановительным центром, где его мать занимала должность супервайзера, после чего застрелил ее выстрелом в голову.
На следующий день 9 февраля 2021 года во время расследования убийства Кристин Гибсон - Кит был допрошен и полиция связалась с его офицером по пробации на территории штата Дэлавер. В отношении его снова было возбуждено уголовное дело о нарушений условий условно-досрочного освобождения, так как он находился за пределами штата и в конце марта 2021 года он под конвоем был этапирован обратно в Дэлавэр. В этот период он являлся основным подозреваемым в совершении убийства своей матери, так как в день убийства благодаря видеозаписям, сделанных с помощью камер видеонаблюдения было установлено, что Гибсон находился в здании, где была убита его мать. Подозрения в адрес Гибсона усилились после того, как родственники и друзья его матери заявили полиции о том, что Кристин Гибсон незадолго до своей гибели сообщила им о том, что если с ней что-то случится, то ответственность за это будет нести только ее сын. В апреле 2021 года на судебном слушании сотрудники службы пробации рекомендовали судье  Вивиан Л. Мединилла вернуть его в тюрьму для отбытия оставшихся 6.5 лет из его уголовного наказания за совершение убийства Стэнли Джонса в 2008 году, однако адвокат Гибсона выразил против этого протест, предоставив суду справки о том, что Гибсон нашел невесту, которая предоставила ему жилье и работу на территории штата Филадельфии, в связи с чем он ходатайствовал о том, чтобы Гибсон был переведен под юрисдикцию штата Пенсильвания, служба пробации которой следила бы за соблюдение Гибсоном условий испытательного срока. Две недели спустя, 27 апреля 2021 года суд принял решение приговорить Гибсона к 31 дню тюремного заключения за нарушение запрета покидать территорию штата Делавэр и оформить его перевод под юрисдикцию штата Пенсильвания, после чего Кит Гибсон получил разрешение покинуть Дэлавер и вернуться в Филадельфию на законном основании.
15 мая Кит Гибсон,  Лесли Руис-Базилио, мать двоих детей, во время работы в магазине «Metro by T-Mobile» в городе Элсмере, (штат Делавэр). После совершения убийства он скрылся с места преступления на автомобиле Руиса-Базилио. Момент убийства попал на видеозапись камер видеонаблюдения, однако на тот момент личность Гибсона идентифицировать не удалось, так как он находился в маске. После совершения убийства, Гибсон покинул территорию штат Делавэр и вернулся в Филадельфию, где на протяжении последующих нескольких недель вел бродяжнический образ жизни. 5 июня 2021 года он появился в одном из районов Филадельфии под названием Фэрхилл, где принял решение совершить ограбление магазина под названием Fairhill Dunkin’. Около 5 утра, Гибсон дождался пока 41-летняя Кристин Луго открыла магазин — он втолкнул её внутрь, после чего под угрозой убийства вынудил её отдать ему около 300 долларов, после чего застрелил ее выстрелом в голову из револьвера. Момент совершения убийства также попал на видеозаписи камер видеонаблюдения. Гибсон во время совершения убийства не предпринимал никаких усилий для того чтобы скрыть свою личность, вследствие чего был опознан и был объявлен в розыск.  В этот период представители департамента полиции штата Пенсильвания стали тесно сотрудничать с представителями департамента полиции штата Делавэр, так как в ходе изучения видеозаписей появилась версия, что убийства в обоих штатах совершил один и тот же человек.
Последнее убийство Кит Гибсон совершил рано утром 6 июня 2021 года. Его жертвой стал 42-летний Рональд Райт, который был застрелен во время уличного ограбления в городе Уилмингтон, (штат Делавэр). В течение следующих двух дней Гибсон ограбил еще троих человек на улицах Уилмингтона, однако на этот раз он не причинил никакого вреда их здоровью

## Арест
Кит Гибсон был арестован сотрудниками полиции Уилмингтона 8 июня 2021 года после совершения ограбления магазина «Rite Aid». Во время ограбления продавец магазина, находясь под угрозой убийства передал Гибсону деньги, среди банктнот которых спрятал GPS-треккер, с помощью которого полиция смогла определить передвижения Гибсона и установить его местонахождение. Во время ареста Гибсон был вооружен револьвером и одет в бронежилет, но не оказал никакого сопротивления. В ходе обыска у Гибсона помимо орудия и украденных денег были изъяты наркотики, патроны, перчатки и маска. После ареста Кит Гибсон добровольно показал сотрудникам правоохранительных органов местонахождение тайника, где был спрятан револьвер, использовавшийся в совершении других убийств. В конечном итоге Гибсону были предъявлены обвинения в общей сложности по 41 пункту, включая обвинения в совершении 6 убийств.

## Судебное преследование
В июле 2021 года ряд высокопоставленных чиновников правоохранительных органов из  штатов Дэлавер и Пенсильвания встретились, чтобы спланировать свою стратегию судебного преследования Кита Гибсона. В конечном итоге было принято решение провести первый судебный процесс на территории штата Дэлавер по обвинению в совершении убийств Лесли Руис-Базилио и Рональда Райта, после чего  экстрадировать преступника на территорию штата Пенсильвания.
Судебный процесс на территории штата Дэлавер открылся в октябре 2023 года на территории округа Нью-Касл. Прокуратура в деле осуждения Гибсона в значительной степени опиралась на записи с камер видеонаблюдения, демонстрирующих ограбления и моменты совершения убийств. На основании криминалистических экспертизы было установлено, что Руиса-Базилио и Рональд Райт были убиты из револьвера, который принадлежал Гибсону и находился в тайнике, расположенном недалеко от его дома. Одежда и ряд других улик, в том числе предметы, похищенные с мест ограбления и найденные в доме и личных вещах Гибсона также свидетельствовали о его причастности к совершению убийств. Сожительница Гибсона на судебном процессе, выступавшая в качестве свидетеля обвинения опознала на видеозаписях Гибсона, как человека, замеченного на записях камер видеонаблюдения. Его адвокаты не представили суду алиби Гибсона и никаких доводов о его непричастности. Стратегия защиты Гибсона строилась его адвокатами лишь на попытках выявить несостыковки в расследовании, проводя перекрестные допросы свидетелей и указывая на отсутствие доказательств ДНК или отпечатков пальцев, связывающих Гибсона с преступлениями. Во время совершения убийства лесли Руис-Базилио, Гибсон согласно официальной версии следствии, покинул место убийства на ее автомобиле, который впоследствии был обнаружен на одной из улиц Филадельфии недалеко от дома матери Гибсона. Свидетелем обвинения также выступил Белал Альмансури, который стал жертвой ограбления со стороны Гибсона 6 июня 2021 года, через несколько часов после того как он убил 42-летнего Рональда Райта. Алмансури, получивший во время ограбления два огнестрельных ранения уверенно идентифицировал Гибсона на судебном процессе в качестве нападавшего. Во время ареста у Гибсона была изъята сумка, в которой находились наркотики. В ходе криминалистическо-дактилоскопической экспертизы было установлено, что сумка принадлежала убитому Рональду Райту, отпечатки которого были обнаружены сумке.
14 ноября 2023 года после шестичасового совещания, жюри присяжных заседателей признало Кита Гибсона виновным по всем пунктам обвинения, после чего суд назначил ему уголовное наказание в виде пожизненного лишения свободы без права на условно-досрочное освобождение. По словам генерального прокурора штата Делавэр Кэти Дженнингс, Гибсон в общей сложности был признан виновным  по 25 пунктам обвинения. После окончания судебного процесса, Гибсон будет этапирован в Филадельфию, где в 2024 году должен состояться судебный процесс по обвинению  его в совершении остальных 4 убийств.